# Edward Norton
Edward James Norton, Jr. (Boston, 18 d'agost de 1969) és un actor, productor i director de cinema estatunidenc. Ha estat nominat als Oscar com a millor actor, per la pel·lícula American History X, i actor secundari per Les dues cares de la veritat. Juntament amb Brad Pitt i Helena Bonham Carter és un dels protagonistes de la pel·lícula de culte Fight Club (El club de lluita, 1999). Va ser guardonat amb un Globus d'Or com a millor actor secundari.
Norton és un activista ambiental i emprenedor social. És administrador d'Enterprise Community Partners, una organització sense ànim de lucre que defensa l'habitatge assequible, i exerceix com a president de la branca nord-americana del Maasai Wilderness Conservation Trust. També és ambaixador de bona voluntat de l'ONU per a la biodiversitat.

## Biografia
Norton va néixer a Boston, Massachusetts, i va créixer a Columbia, Maryland. La seva mare Robin, professora de llengua, va morir d'un tumor cerebral el 1997. El seu pare, Edward Sr. és un conegut advocat. Té dos germans menors, Molly i James.
És descendent de John Norton, un arquitecte britànic de l'estil neogòtic victorià. L'avi matern de Norton, James Rouse, va ser cofundador el 1939 de la promotora The Rouse Company i cofundador de la corporació immobiliària Enterprise Community Partners.
Des de petit Edward s'interessà pel món de l'actuació, concloent amb un debut en el cinema al costat de Richard Gere a la pel·lícula Les dues cares de la veritat dirigida per Gregory Hoblit. Amb anterioritat s'havia llicenciat en Història a la Universitat Yale. Gràcies a aquesta pel·lícula va guanyar el Globus d'Or i va ser nominat a l'Oscar per la seva interpretació. A partir d'aquest moment, Edward Norton va participar en diverses pel·lícules. Per American History X va tornar a ser nominat a l'Oscar.
L'any 2000 va dirigir la pel·lícula Més que amics (Keeping the Faith), una pel·lícula protagonitzada per Ben Stiller i Jenna Elfman on també actua el mateix.
Li agrada molt la música i fins i tot va arribar a tocar la guitarra en alguns concerts amb la banda de la seva expromesa Courtney Love, Hole. També ha mantingut una relació de tres anys amb l'actriu Salma Hayek. A més està interessat en la cultura japonesa i parla japonès amb fluïdesa, això li va permetre treballar a Osaka, Japó, per a l'empresa Enterprise Foundation, fundada pels seus avis James i Patrícia Rouse.

## Filmografia

### Actor
| Any  | Pel·lícula                                             | Paper                              | Notes |
| ---- | ------------------------------------------------------ | ---------------------------------- | --- |
| 1996 | Les dues cares de la veritat (Primal Fear)             | Aaron Stampler                     | Globus d'Or al millor actor secundari Nominació − Oscar al millor actor secundari Nominació − BAFTA al millor actor secundari |
| 1996 | L'escàndol de Larry Flynt (The People vs. Larry Flynt) | Alan Isaacman                      | |
| 1996 | Tothom diu "I love you" (Everyone Says I Love You)     | Holden Spence                      | |
| 1998 | Rounders                                               | Lester "Worm" Murphy               | |
| 1998 | American History X                                     | Derek Vinyard                      | Nominació − Oscar al millor actor                                                                                             |
| 1999 | Fight Club                                             | Narrador/ Jack                     | |
| 2000 | Més que amics (Keeping the Faith)                      | Pare Brian Finn                    | |
| 2001 | The Score                                              | Jack Teller                        | |
| 2002 | 25th Hour                                              | Monty Brogan                       | |
| 2002 | Smoochy                                                | Sheldon Mopes / Smoochy el Rinokmn | |
| 2002 | Frida                                                  | Nelson Rockefeller                 | |
| 2002 | Red Dragon                                             | Will Graham                        | |
| 2003 | The Italian Job                                        | Steve Frazelli                     | |
| 2005 | Down in the Valley                                     | Harlan                             | |
| 2005 | Kingdom of Heaven                                      | Baldwin IV                         | |
| 2006 | El vel pintat                                          | Walter Fane                        | |
| 2006 | The Illusionist                                        | Eisenheim                          | |
| 2008 | L'increïble Hulk (The Incredible Hulk)                 | Bruce Banner / Hulk                | |
| 2008 | Una qüestió d'honor (Pride and Glory)                  | Ray Tierney                        | |
| 2008 | Bustin Down The Door                                   | Narrador                           | |
| 2009 | The Invention of Lying                                 | Traffic Cop                        | |
| 2009 | Leaves of Grass                                        | Bill Kincaid / Brady Kincaid       | |
| 2010 | Stone                                                  | Gerald "Stone" Creeson             | |
| 2012 | Moonrise Kingdom                                       | Scout Master Ward                  | |
| 2012 | The Bourne Legacy                                      | Col Eric Byer                      | |
| 2014 | The Grand Budapest Hotel                               | Henckels                           | |
| 2014 | Birdman                                                |                                    | |
| 2016 | Collateral Beauty                                      | Whit Yardsham                      | |
| 2018 | Isle of Dogs                                           | Rex                                | Veu |
| 2020 | The French Dispatch                                    |                                    | |
| 2022 | Glass Onion: A Knives Out Mystery                      | Miles Bron                         | |
| 2024 | A Complete Unknown                                     | Pete Seeger                        | |